# Partia Pracowników Najemnych i Drobnych Rolników
Lista Pracowników Najemnych i Drobnych Rolników (niem. Liste der Unselbständig Erwerbenden und Kleinbauern, UEK) – komitet wyborczy, partia polityczna z Liechtensteinu, powstała przed wyborami w lutym 1953 roku. Uczestniczyła tylko w jednych wyborach, w których nie przekroczyła progu wejścia i nigdy nie posiadała posłów w Landtagu.

## Historia
Po wyborach parlamentarnych w 1949 roku w Landtagu nie znalazła się żadna reprezentacja środowiska robotniczego. Było to przyczyną zawiązania w 1952 roku nowego komitetu wyborczego − Lista Pracowników Najemnych i Drobnych Rolników (niem. Liste der Unselbständig Erwerbenden und Kleinbauern). UEK postulowało m.in. rozszerzenie programu socjalnego oraz opowiadało się za ograniczeniem napływu zagranicznej siły roboczej. Było to pierwsze ugrupowanie opozycyjne wobec VU i FBP, które powstało po II wojnie światowej.
Partia wystartowała w jednych wyborach w lutym 1953 roku. Zdobyła 6,9% głosów i nie zdołała przekroczyć progu wyborczego, który wynosił wówczas 18%. Krótko po wyborach komitet został rozwiązany.

## Rezultaty wyborów doLandtagu
| Wybory  | Sejm  | Sejm    | Sejm    | Rząd |
| Wybory  | Głosy | Mandaty | Mandaty | Rząd |
| Wybory  | %     | Liczba  | +/−     | Rząd |
| ------- | ----- | ------- | ------- | ---- |
| II 1953 | 6,9%  | 0/15    | –       | –    |